# Référendum jamaïcain de 1961
Un référendum questionnant la poursuite de l'appartenance à la Fédération des Indes occidentales a lieu en Jamaïque le 19 septembre 1961. Il aboutit à ce que la Jamaïque quitte cette éphémère fédération de colonies britanniques, qui serait dissoute en 1962. La participation est de 61,5 %.

## Résultats
| Choix                  | Votes   | %    |
| ---------------------- | ------- | ---- |
| Pour                   | 217 319 | 45,9 |
| Contre                 | 256 261 | 54,1 |
| Votes invalides/blancs | 5 640   | –    |
| Total                  | 479 220 | 100  |
| Source : Nohlen        |         |      |